# Juan Torres de León
Juan Torres de León (Bogotá, 31 de julio de 1900-Londres, 28 de diciembre de 1978) fue un político, académico, diplomático y periodista colombiano. Recordado como La pluma punzante del periodismo de los años 50 en Colombia por sus columnas picantes e irreverentes contra los gobiernos de Roberto Urdaneta y Gustavo Rojas Pinilla. 

## Biografía
Nació el 31 de julio de 1900 en el seno de una prestante familia bogotana. Ingresó a la Universidad del Rosario donde se destacó como alumno alcanzando el grado de Colegial Mayor y obteniendo en 1925 su título de Abogado.
En 1928 contrajo matrimonio con doña Consuelo Santos, hermana de Eduardo Santos, razón que lo acercó al mundo periodístico, vinculándose con el periódico el Tiempo como periodista jurídico.
En 1932 bajo la presidencia de Enrique Olaya Herrera fue enviado a Lima, Perú, en calidad de secretario de la Embajada de Colombia, empleo que desempeñó hasta 1934 cuando participó de la firma del Acuerdo de la Paz de Río de Janeiro.
A su regreso al país en 1935 se vinculó de nuevo a su alma mater como catedrático en la cátedra de Derecho Constitucional. Paralelo a ello, Torres de León retomó su labor periodística en El Tiempo, donde se consolidó como uno de los columnistas más importantes en la edición dominical.
En 1945 fue nombrado Viceministro de Comunicaciones, cargo del cual fue retirado por algunos altercados con el gobierno de turno.
En enero de 1947 fue enviado en calidad de embajador a Londres donde se desempeñó hasta octubre de 1952.
Se reintegra al diario El Tiempo en diciembre de ese mismo año y comienza el sendero que lo llevaría a consagrarse como uno de los más férreos críticos de los gobiernos de turno. En 1963 Torres de León abandona el país argumentando amenazas contra su vida y su familia, y se marcha a vivir a Roma, desde donde continuó escribiendo su columna semanal hasta 1967, año en que muere su esposa. 
Sus últimos años de vida los pasó en Londres donde murió finalmente el 28 de diciembre de 1978 víctima de un derrame cerebral.
- Datos: Q5952700